# Deifontes
Deifontes település Spanyolországban, Granada tartományban. Deifontes Albolote, Iznalloz és Cogollos Vega községekkel határos. Lakosainak száma 2622 fő (2024).

## Népesség
A település népessége az elmúlt években az alábbi módon változott:
| Lakosok száma | 2369 | 2395 | 2478 | 2530 | 2567 | 2574 | 2622 | 2627 | 2625 | 2622 |
|               | 2001 | 2004 | 2006 | 2009 | 2011 | 2014 | 2016 | 2019 | 2021 | 2024 |